# Erste Donau-Dampfschiffahrts-Gesellschaft

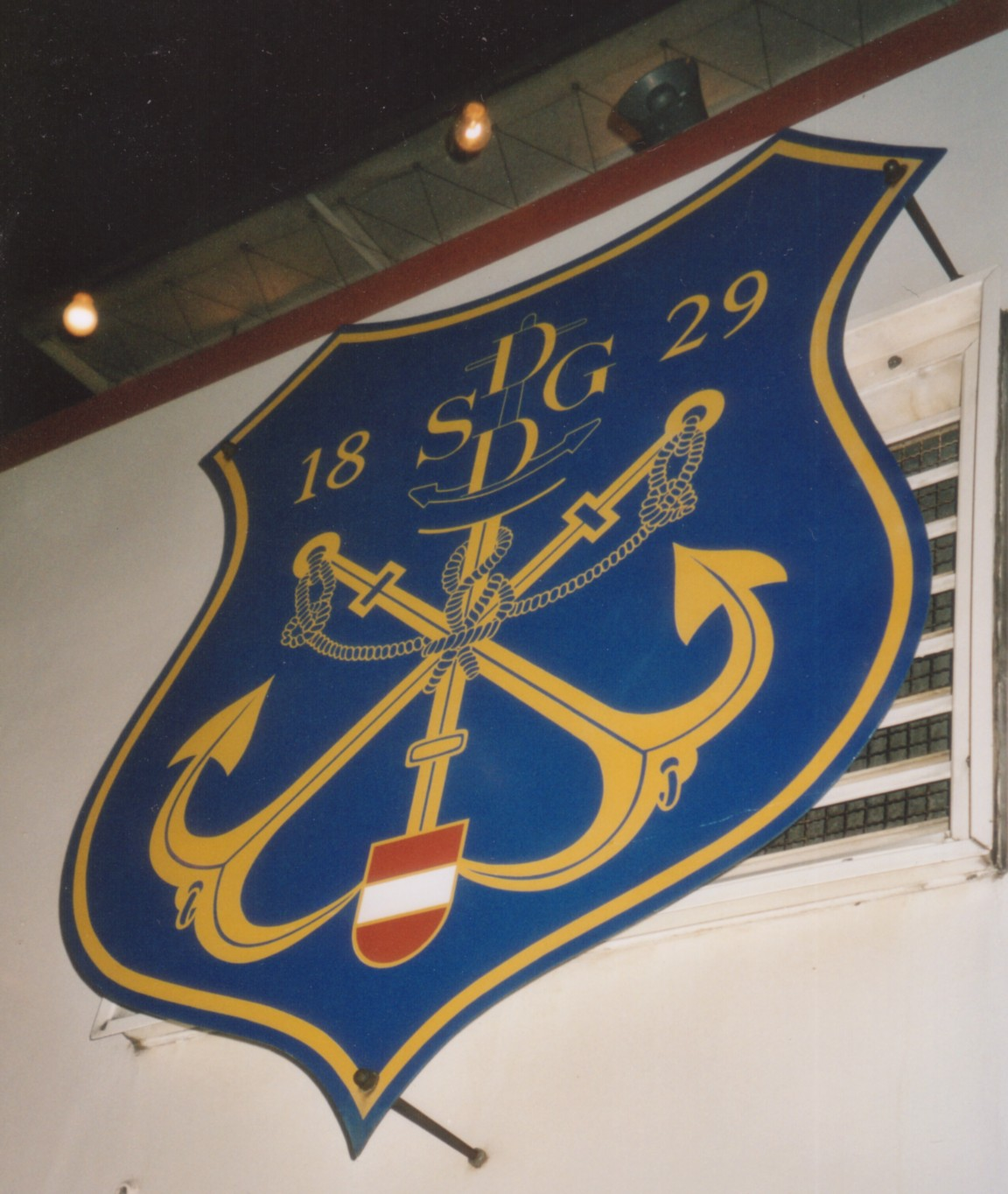
Wapenschild van de DDSG

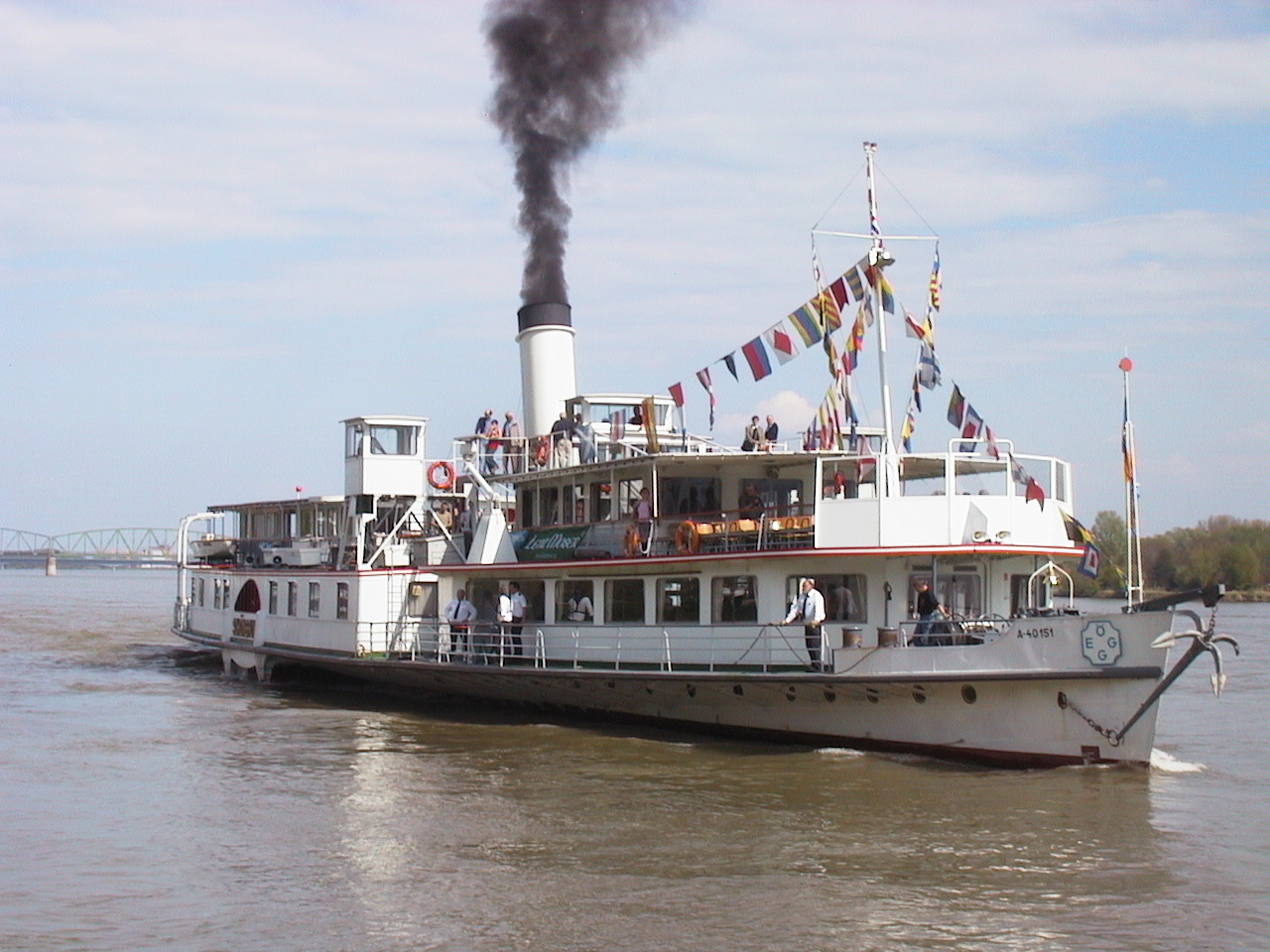
Stoomschip de Schönbrunn

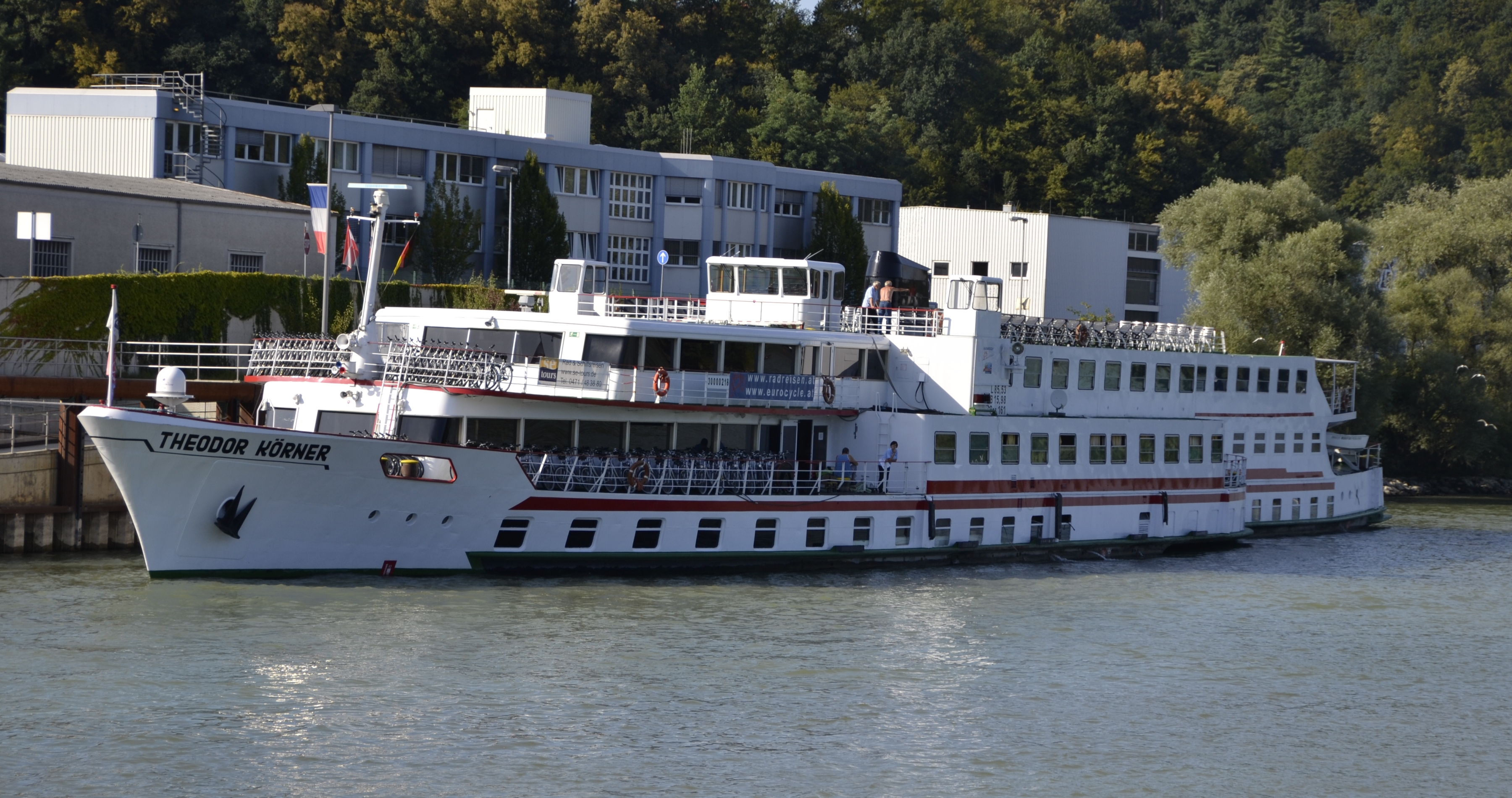
De Theodor Körner in Passau

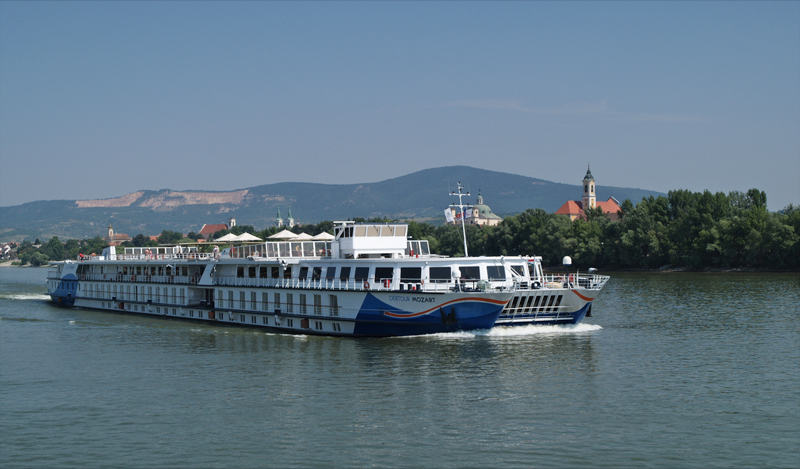
De Mozart op de Donau

De Erste Donau-Dampfschiffahrts-Gesellschaft (DDSG) was een Oostenrijks scheepvaartbedrijf en voer op de Donau en haar zijrivieren. In de negentiger jaren van de 20ste eeuw werd de maatschappij geprivatiseerd en in verschillende maatschappijen opgedeeld. Dit zijn de DDSG Blue Danube, die passagiers vervoert, en de DDSG Cargo, die vracht transporteert.

## Geschiedenis

### Oprichting van deErste Donau-Dampfschiffahrts-Gesellschaft
Voor de scheepvaart op de Donau werd op 13 maart 1829 in Wenen de Erste Donau-Dampfschiffahrts-Gesellschaft opgericht.
Vanaf 1830 voer de eerste stoomboot, 'Franz I', tussen Wenen en Boedapest. In de daaropvolgende jaren expandeerde de maatschappij enorm tot zij aan het einde van de 19e eeuw de grootste binnenvaartmaatschappij ter wereld was. In 1889 werden 1.615.850 personen vervoerd (1888 waren dat er 1.612.520) en daarnaast ook nog 155.400 personen met veerboten en lokale lijnen.
In 1889 bestond de vloot van de DDSG uit meer dan 200 stoomboten. Men had eigen scheepswerven en steenkolenmijnen in Fünfkirchen. Langs de hele Donau had men agentschappen opgezet. Op de vaarten buiten Keizerrijk Oostenrijk mocht men ook post vervoeren met eigen postzegels.
De beide wereldoorlogen brachten grote tegenslagen voor de DDSG. De in het bezit van de DDSG zijnde scheepswerven, kolenmijnen en een groot deel van de schepen werden onteigend en aan de nieuwe landen gegeven. Tussen 1945 en 1955 stond de DDSG onder controle van de Sovjet-Unie. Door het IJzeren Gordijn verdween voor de DDSG na 1945 een groot deel van de te bevaren Donau.

### 21ste eeuw
Sinds 2006 doet de DDSG weer van zich horen met het onverwachte succes van de Twin City Liner, een snelle bootverbinding tussen Wenen en Bratislava/Preßburg.